# Limodorum abortivum
Limodorum abortivum es una planta de la familia de las orquidáceas.

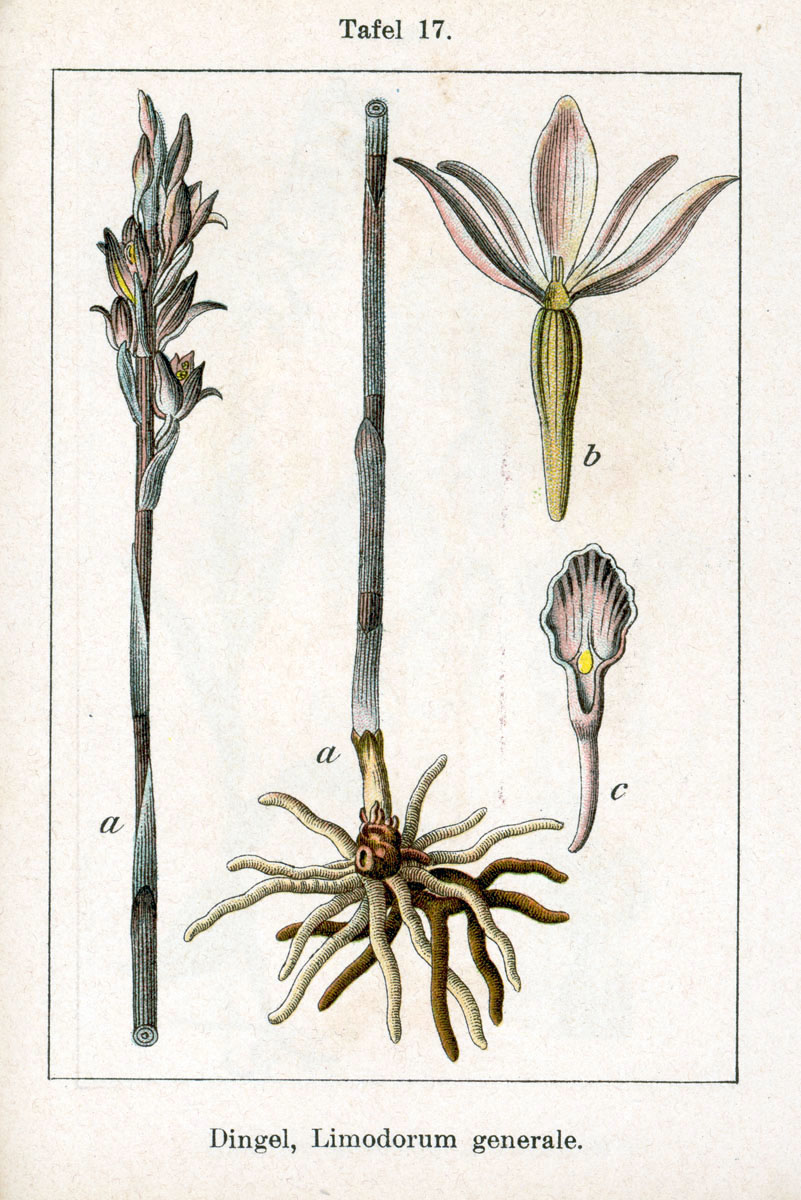
Ilustración

## Descripción
Planta micoheterótrofa, violeta de tallo robusto de 40-80 cm, con numerosas escamas abajo, que salen de un rizoma densamente cubierto de raíces gruesas. Espiga floral de hasta 30 cm de largo, con muchas flores violeta muy llamativas. Segmentos periánticos hasta 2 cm extendidos; lábelo triangular de margen ondulado, amarillo o violeta; espolón delgado, cilíndrico, de hasta 1,5 cm. Florece en primavera y verano.

## Hábitat
Bosques en las montañas, maleza, praderas umbrosas.

## Distribución
En centro y sur de Europa.

## Taxonomía
Limodorum abortivum fue descrito por (Linneo) Sw. y publicado en Nova Acta Regiae Societatis Scientiarum Upsaliensis 6: 80. 1799.
Citología
El número cromosómico somático es de: 2 n = 56.
Etimología
Limodorum: nombre genérico que proviene del nombre griego haimodoron, dado por Teofrasto a una planta parásita de flores rojas, probablemente una de Orobanche.
abortivum: epíteto latino que significa "abortivo, incompleto".
Sinonimia
| - Centrosis abortiva Sw. 1814 - Epipactis abortiva All. 1785 - Ionorchis abortiva (L.) Beck 1890 - Jonorchis abortiva Beck 1890 - Limodorum generale E.H.L.Krause 1905 | - Limodorum sphaerochilos Spreng. 1827 - Limodorum sphaerolabium Viv. 1825 - Neottia abortiva Clairv. 1811 - Orchis abortiva L. 1753 - Serapias abortiva Scop. 1772 |

## Nombre común
- Castellano: planta hambrienta.[3]